# Adelius
Adelius is een geslacht van vliesvleugelige insecten (Hymenoptera) dat behoort tot de familie van de schildwespen (Braconidae).

## Soorten
- A. amplus Belokobylskij, 1998
- A. angustus (Papp, 1997)
- A. aridus (Tobias, 1967)
- A. australiensis (Ashmead, 1900)
- A. cadmium (Papp, 2003)
- A. clandestinus (Foerster, 1851)
- A. coloradensis Muesebeck, 1922
- A. determinatus (Foerster, 1851)
- A. dubius (Foerster, 1851)
- A. erythronotus (Foerster, 1851)
- A. fasciipennis (Rohwer, 1914)
- A. ferulae (Tobias, 1964)
- A. germanus (Haliday, 1834)
- A. gussakovskii (Shestakov, 1932)
- A. hyalinipennis (Foerster, 1851)
- A. magna (Tobias, 1967)
- A. nigripectus Muesebeck, 1922
- A. rudnikovi (Perepechayenko, 1994)
- A. stenoculus de Saeger, 1944
- A. subfasciatus Haliday, 1833
- A. viator (Foerster, 1851)